# 권형진 (영화 감독)
권형진(1964년 ~ )은 대한민국의 영화 감독이다. 2006년 작품 호로비츠를 위하여로 데뷔하였다.
두 번째 장편 영화 트럭(2008)은 극한의 환경에서 등장인물의 감정과 행동을 포착하는데 초점을 두었다.
세 번째 영화 웨딩드레스(2009)는 호로비츠를 위하여 감독 다운 눈물 없이는 볼 수 없는 감동적인 가족영화이다. 배우 김향기의 아역시절 눈물연기가 돋보이는 영화로, 실제로 권형진 감독은 "배우 김향기와 다코다 패닝을 비길 수 없을 연기력을 가졌다"고 극찬한 인터뷰 내용이 있다.
네 번째 영화 함정은 배우 마동석이 역시나 무서운 역할로 출연하며, 배우 조한선과 지안의 베드신을 원컷으로 촬영했다는 유명한 썰이 도는 영화이다. 트럭을 이어서 권형진 감독과는 어울리지 않게 하드코어한 영화이자 도대체 감독은 어떤 돌+I일까 생각하게 만드는 잔인한 영화다.

## 학력
- 세종대학교 영어영문학과 (졸업)
- 동국대학교 대학원 연극영화학과 (졸업)

## 주요 경력
- 1994년 동국대학교 대학원 연극영화학과 졸업
- 1988년 세종대학교 영문과 졸업
- 1989년 영화 <물의 나라> 조감독 (유영진 감독)
- 1990년 영화 <나는 날마다 일어선다> 조감독 (강우석 감독)
- 1992년 영화 <바람 부는 날이면 압구정동에 가야한다> 조감독 (유하 감독)
- 1992년~1999년 삼성전자, 신세계 레코드 등 다수의 CF 및 200여편의 뮤직비디오 연출
- 2001년 인터넷 영화 < MOB2025 > 감독
- 2006년 영화 <호로비츠를 위하여> 감독 데뷔

## 참여 작품
- MOB 2025
- 호로비츠를 위하여
- 트럭
- 웨딩드레스 (2010년 영화)
- 함정 (2015년 영화)